# Liste der Baudenkmäler in Ratschings
Die Liste der Baudenkmäler in Ratschings (italienisch Racines) enthält die 67 als Baudenkmäler ausgewiesenen Objekte auf dem Gebiet der Gemeinde Ratschings in Südtirol.
Basis ist das im Internet einsehbare offizielle Verzeichnis der Baudenkmäler in Südtirol. Dabei kann es sich beispielsweise um Sakralbauten, Wohnhäuser, Bauernhöfe und Adelsansitze handeln. Die Reihenfolge in dieser Liste orientiert sich an der Bezeichnung, alternativ ist sie auch nach der Adresse oder dem Datum der Unterschutzstellung sortierbar.

## Liste
| Foto |                 | Bezeichnung | Standort                     | Eintragung                   | Beschreibung | Metadaten                                                      |
| ---- | --------------- | --- | ---------------------------- | ---------------------------- | --- | -------------------------------------------------------------- |
| BW   | Datei hochladen | Alte Volksschule in Gasteig ID: 16624                                                                                   | 46° 52′ 52″ N, 11° 24′ 15″ O | 5. März 1990 (BLR-LAB 1193)  | Gasthaus | KG: Jaufental Bauparzelle: 7/1                                 |
| BW   | Datei hochladen | Angerkapelle ID: 16667                                                                                                  | 46° 54′ 13″ N, 11° 19′ 1″ O  | 18. Mai 1987 (BLR-LAB 2618)  | Kapelle | KG: Ridnaun Bauparzelle: 120                                   |
| BW   | Datei hochladen | Backofen beim Plun ID: 18083                                                                                            | 46° 54′ 19″ N, 11° 19′ 54″ O | 11. Mai 2009 (BLR-LAB 1299)  | Backofen | KG: Ridnaun Grundparzelle: 24                                  |
| BW   | Datei hochladen | Backofen beim Templer ID: 16673                                                                                         | 46° 55′ 26″ N, 11° 16′ 59″ O | 18. Mai 1987 (BLR-LAB 2618)  | Freistehender gemauerter Backofen mit Tonnengewölbe und vorkragendem Pultdach.                                             | KG: Ridnaun Grundparzelle: 2026                                |
| BW   | Datei hochladen | Bildstock beim Marxer ID: 16656                                                                                         | 46° 52′ 47″ N, 11° 21′ 53″ O | 18. Mai 1987 (BLR-LAB 2618)  | Bildstock | KG: Ratschings Grundparzelle: 695/3                            |
| BW   | Datei hochladen | Bildstock jenseits des Mareiter Baches ID: 16640                                                                        | 46° 53′ 34″ N, 11° 21′ 22″ O | 18. Mai 1987 (BLR-LAB 2618)  | Bildstock, Bildsäule mit Pyramidendach, Anfang 16. Jahrhundert                                                             | KG: Mareit Grundparzelle: 1535                                 |
| ja   | Datei hochladen | Bildstock vor dem Dorf ID: 16637                                                                                        | 46° 53′ 28″ N, 11° 21′ 12″ O | 18. Mai 1987 (BLR-LAB 2618)  | Bildstock | KG: Mareit Bauparzelle: 231                                    |
| ja   | Datei hochladen | Brunnenkapelle ID: 16627                                                                                                | 46° 52′ 5″ N, 11° 24′ 14″ O  | 9. Juli 2007 (BLR-LAB 2325)  | Kapelle | KG: Jaufental Bauparzelle: 106                                 |
| BW   | Datei hochladen | Christlkapelle ID: 16635                                                                                                | 46° 53′ 41″ N, 11° 21′ 0″ O  | 18. Mai 1987 (BLR-LAB 2618)  | Kapelle | KG: Mareit Bauparzelle: 122                                    |
| BW   | Datei hochladen | Ehemaliges Gasthaus zum Steinbock ID: 16665                                                                             | 46° 54′ 37″ N, 11° 18′ 31″ O | 18. Mai 1987 (BLR-LAB 2618)  | Gasthaus | KG: Ridnaun Bauparzelle: 105                                   |
| ja   | Datei hochladen | Eller-Stöckl in Kalch ID: 16655                                                                                         | 46° 52′ 11″ N, 11° 22′ 6″ O  | 18. Mai 1987 (BLR-LAB 2618)  | Kapelle | KG: Ratschings Bauparzelle: 311                                |
| BW   | Datei hochladen | Freihof mit Kapelle ID: 16675                                                                                           | 46° 53′ 36″ N, 11° 23′ 23″ O | 18. Mai 1987 (BLR-LAB 2618)  | Ländliches Wohnhaus/Bauernhof                                                                                              | KG: Telfes Bauparzelle: 13 Grundparzelle: 1024/1               |
| ja   | Datei hochladen | Goberle ID: 16678 | 46° 53′ 38″ N, 11° 22′ 56″ O | 7. Juli 1951 (MD)            | Ländliches Wohnhaus/Bauernhof                                                                                              | KG: Telfes Bauparzelle: 49                                     |
| BW   | Datei hochladen | Gorgeler ID: 16650 | 46° 52′ 8″ N, 11° 19′ 45″ O  | 18. Mai 1987 (BLR-LAB 2618)  | Ländliches Wohnhaus/Bauernhof                                                                                              | KG: Ratschings Bauparzelle: 128                                |
| BW   | Datei hochladen | Gratznhäusl ID: 16632                                                                                                   | 46° 54′ 3″ N, 11° 19′ 19″ O  | 18. Mai 1987 (BLR-LAB 2618)  | Ländliches Wohnhaus/Bauernhof                                                                                              | KG: Mareit Bauparzelle: 81/1, 81/2                             |
| ja   | Datei hochladen | Jaufenstegkapelle ID: 16647                                                                                             | 46° 52′ 30″ N, 11° 21′ 28″ O | 6. Juli 1951 (MD)            | Kapelle | KG: Ratschings Bauparzelle: 83/1                               |
| BW   | Datei hochladen | Kalcherwirt ID: 16646                                                                                                   | 46° 52′ 4″ N, 11° 21′ 48″ O  | 18. Mai 1987 (BLR-LAB 2618)  | Ländliches Wohnhaus/Bauernhof                                                                                              | KG: Ratschings Bauparzelle: 72                                 |
| BW   | Datei hochladen | Kapelle beim Bartler ID: 18078                                                                                          | 46° 54′ 39″ N, 11° 17′ 56″ O | 18. Mai 1987 (BLR-LAB 2618)  | Kapelle | KG: Ridnaun Bauparzelle: 95                                    |
| ja   | Datei hochladen | Kapelle beim Blössner ID: 16681                                                                                         | 46° 53′ 38″ N, 11° 22′ 34″ O | 7. Juli 1951 (MD)            | Kapelle | KG: Telfes Bauparzelle: 76                                     |
| BW   | Datei hochladen | Kapelle beim Hochstranses ID: 16639                                                                                     | 46° 54′ 20″ N, 11° 20′ 23″ O | 18. Mai 1987 (BLR-LAB 2618)  | Kapelle | KG: Mareit Grundparzelle: 1448                                 |
| BW   | Datei hochladen | Kapelle beim Larch ID: 16653                                                                                            | 46° 52′ 7″ N, 11° 17′ 20″ O  | 6. Juli 1951 (MD)            | Kapelle | KG: Ratschings Bauparzelle: 179                                |
| ja   | Datei hochladen | Kapelle beim Plattner ID: 16657                                                                                         | 46° 52′ 4″ N, 11° 16′ 46″ O  | 18. Mai 1987 (BLR-LAB 2618)  | Kapelle | KG: Ratschings Bauparzelle: 182, 615 Grundparzelle: 1521       |
| ja   | Datei hochladen | Kapelle beim Stauden ID: 16670                                                                                          | 46° 55′ 18″ N, 11° 16′ 16″ O | 14. Nov. 2005 (BLR-LAB 4266) | Kapelle | KG: Ridnaun Bauparzelle: 157                                   |
| BW   | Datei hochladen | Kapelle beim Volgger in Pardaun ID: 16649                                                                               | 46° 53′ 1″ N, 11° 21′ 55″ O  | 18. Mai 1987 (BLR-LAB 2618)  | Kapelle | KG: Ratschings Bauparzelle: 106                                |
| BW   | Datei hochladen | Kapelle im Bergwerk ID: 16672                                                                                           | 46° 55′ 44″ N, 11° 16′ 16″ O | 18. Mai 1987 (BLR-LAB 2618)  | Kapelle | KG: Ridnaun Bauparzelle: 230 Grundparzelle: 1045/1             |
| ja   | Datei hochladen | Kapelle in der Stange ID: 16641                                                                                         | 46° 52′ 55″ N, 11° 22′ 43″ O | 18. Mai 1987 (BLR-LAB 2618)  | Kapelle | KG: Ratschings Bauparzelle: 14                                 |
| ja   | Datei hochladen | Kapelle in Flading ID: 16682                                                                                            | 46° 52′ 7″ N, 11° 15′ 6″ O   | 18. Mai 1987 (BLR-LAB 2618)  | Kapelle | KG: Ratschings Bauparzelle: 192                                |
| ja   | Datei hochladen | Kapelle in Schönau ID: 16644                                                                                            | 46° 52′ 52″ N, 11° 23′ 9″ O  | 6. Juli 1951 (MD)            | Kapelle | KG: Ratschings Bauparzelle: 28                                 |
| BW   | Datei hochladen | Keim ID: 16642 | 46° 52′ 51″ N, 11° 22′ 44″ O | 18. Mai 1987 (BLR-LAB 2618)  | Ländliches Wohnhaus/Bauernhof                                                                                              | KG: Ratschings Bauparzelle: 20                                 |
| ja   | Datei hochladen | Knabl ID: 50590 | 46° 53′ 32″ N, 11° 21′ 1″ O  | 10. Feb. 2015 (BLR-LAB 165)  | 1819 errichteter Einhof | KG: Mareit Bauparzelle: 7/1                                    |
| BW   | Datei hochladen | Knappe (Knappenhäusl) ID: 16666                                                                                         | 46° 54′ 6″ N, 11° 18′ 54″ O  | 18. Mai 1987 (BLR-LAB 2618)  | Ländliches Wohnhaus/Bauernhof                                                                                              | KG: Ridnaun Bauparzelle: 117                                   |
| BW   | Datei hochladen | Kornkasten beim Abraham ID: 16652                                                                                       | 46° 51′ 49″ N, 11° 18′ 27″ O | 18. Mai 1987 (BLR-LAB 2618)  | Kornkasten in Holzblockbau auf Pfosten, einer der zwei noch im Tal erhaltenen Getreidespeicher dieser Art. Offener Giebel. | KG: Ratschings Bauparzelle: 149                                |
| BW   | Datei hochladen | Kornkasten beim Mart ID: 16661                                                                                          | 46° 54′ 50″ N, 11° 17′ 46″ O | 18. Mai 1987 (BLR-LAB 2618)  | Kornkasten | KG: Ridnaun Bauparzelle: 87                                    |
| BW   | Datei hochladen | Kornkasten beim Schneiderhof ID: 50189                                                                                  | 46° 53′ 59″ N, 11° 19′ 16″ O | 20. März 2000 (BLR-LAB 894)  | Kornkasten | KG: Mareit Bauparzelle: 202                                    |
| BW   | Datei hochladen | Kornkasten beim Wieser ID: 16660                                                                                        | 46° 55′ 18″ N, 11° 17′ 5″ O  | 18. Mai 1987 (BLR-LAB 2618)  | Kornkasten in Holzblockbauweise mit vorragendem Söller und Eselsrückentürholm.                                             | KG: Ridnaun Bauparzelle: 49                                    |
| BW   | Datei hochladen | Kornkasten beim Wurzer ID: 16630                                                                                        | 46° 53′ 42″ N, 11° 20′ 5″ O  | 18. Mai 1987 (BLR-LAB 2618)  | Kornkasten | KG: Mareit Bauparzelle: 36/2                                   |
| BW   | Datei hochladen | Kornkasten und Backofen beim Bartler ID: 16662                                                                          | 46° 54′ 40″ N, 11° 17′ 57″ O | 18. Mai 1987 (BLR-LAB 2618)  | Kornkasten | KG: Ridnaun Bauparzelle: 433, 94                               |
| BW   | Datei hochladen | Lehrerinhäusl ID: 50185                                                                                                 | 46° 53′ 25″ N, 11° 21′ 17″ O | 31. Juli 1997 (BLR-LAB 3634) | Schule | KG: Mareit Bauparzelle: 4                                      |
| ja   | Datei hochladen | Maria Heimsuchung am Jaufenpass ID: 16654                                                                               | 46° 50′ 36″ N, 11° 19′ 39″ O | 18. Mai 1987 (BLR-LAB 2618)  | Kapelle | KG: Ratschings Bauparzelle: 239                                |
| BW   | Datei hochladen | Maria Heimsuchung in Rust (Einsiedel) ID: 16625                                                                         | 46° 52′ 59″ N, 11° 24′ 58″ O | 18. Mai 1987 (BLR-LAB 2618)  | Kapelle | KG: Jaufental Bauparzelle: 41                                  |
| BW   | Datei hochladen | Maria-Schnee-Kapelle im Becherhaus ID: 16671                                                                            | 46° 57′ 39″ N, 11° 11′ 32″ O | 30. Dez. 1988 (BLR-LAB 9022) | Kapelle | KG: Ridnaun Bauparzelle: 213                                   |
| BW   | Datei hochladen | Melcher ID: 16634 | 46° 54′ 0″ N, 11° 20′ 30″ O  | 18. Mai 1987 (BLR-LAB 2618)  | Ländliches Wohnhaus/Bauernhof                                                                                              | KG: Mareit Bauparzelle: 94                                     |
| BW   | Datei hochladen | Mühle beim Hofer ID: 16658                                                                                              | 46° 55′ 13″ N, 11° 17′ 36″ O | 18. Mai 1987 (BLR-LAB 2618)  | Mühle | KG: Ridnaun Bauparzelle: 46                                    |
| BW   | Datei hochladen | Paulheis I ID: 18100 | 46° 53′ 43″ N, 11° 20′ 6″ O  | 18. Mai 1987 (BLR-LAB 2618)  | Bauernhof mit Kornkasten                                                                                                   | KG: Mareit Bauparzelle: 37, 40                                 |
| BW   | Datei hochladen | Paulheis II ID: 16633                                                                                                   | 46° 54′ 9″ N, 11° 20′ 12″ O  | 18. Mai 1987 (BLR-LAB 2618)  | Kornkasten | KG: Mareit Bauparzelle: 89/2                                   |
| ja   | Datei hochladen | Pfarrkirche St. Andreas mit Friedhof ID: 16651                                                                          | 46° 51′ 54″ N, 11° 18′ 44″ O | 28. Nov. 2005 (BLR-LAB 4595) | Kirche | KG: Ratschings Bauparzelle: 142 Grundparzelle: 1133            |
| ja   | Datei hochladen | Pfarrkirche St. Josef mit Friedhof ID: 16663                                                                            | 46° 54′ 38″ N, 11° 18′ 19″ O | 14. Nov. 2005 (BLR-LAB 4268) | Kirche | KG: Ridnaun Bauparzelle: 98 Grundparzelle: 1748                |
| ja   | Datei hochladen | Pfarrkirche St. Nikolaus mit Friedhof in Untertelfes ID: 16680                                                          | 46° 53′ 38″ N, 11° 22′ 58″ O | 14. Nov. 2005 (BLR-LAB 4255) | Kirche | KG: Telfes Bauparzelle: 66                                     |
| ja   | Datei hochladen | Pfarrkirche St. Pankraz mit Friedhofskapelle, Friedhof und Grabkapelle der Freiherren von Sternbach in Mareit ID: 16636 | 46° 53′ 34″ N, 11° 21′ 3″ O  | 15. Mai 2008 (LGVD 265330)   | Kirche | KG: Mareit Bauparzelle: 1/1, 1/2                               |
| BW   | Datei hochladen | Pfarrkirche St. Ursula mit Friedhof ID: 16628                                                                           | 46° 51′ 17″ N, 11° 23′ 10″ O | 18. Mai 1987 (BLR-LAB 2618)  | Kirche | KG: Jaufental Bauparzelle: 147 Grundparzelle: 1148/2           |
| ja   | Datei hochladen | Pfarrkirche St. Veit mit Friedhof in Obertelfes ID: 16674                                                               | 46° 53′ 32″ N, 11° 23′ 24″ O | 14. Nov. 2005 (BLR-LAB 4255) | Kirche | KG: Telfes Bauparzelle: 1                                      |
| ja   | Datei hochladen | Pfarrwidum Mareit ID: 18082                                                                                             | 46° 53′ 34″ N, 11° 21′ 3″ O  | 18. Mai 1987 (BLR-LAB 2618)  | Widum/Kanonikerhaus, Langgezogener Bau, am polygonalen Erker Jahreszahl 1709                                               | KG: Mareit Bauparzelle: 2/1 Grundparzelle: 5, 6, 6/1, 6/2, 6/3 |
| BW   | Datei hochladen | Pfarrwidum Ridnaun ID: 16664                                                                                            | 46° 54′ 37″ N, 11° 18′ 17″ O | 18. Mai 1987 (BLR-LAB 2618)  | Widum/Kanonikerhaus, um 1764 erbaut.                                                                                       | KG: Ridnaun Bauparzelle: 99                                    |
| BW   | Datei hochladen | Pfitscher ID: 50541 | 46° 55′ 12″ N, 11° 17′ 40″ O | 6. Sep. 2010 (BLR-LAB 1408)  | Ländliches Wohnhaus/Bauernhof                                                                                              | KG: Ridnaun Bauparzelle: 43/1                                  |
| BW   | Datei hochladen | Platzer ID: 16679 | 46° 53′ 38″ N, 11° 22′ 57″ O | 7. Juli 1951 (MD)            | Ländliches Wohnhaus/Bauernhof                                                                                              | KG: Telfes Bauparzelle: 65                                     |
| ja   | Datei hochladen | Reifenegg ID: 16643 | 46° 52′ 38″ N, 11° 22′ 30″ O | 6. Juli 1951 (MD)            | Burgruine | KG: Ratschings Bauparzelle: 23                                 |
| BW   | Datei hochladen | Saxl mit Kapelle ID: 16676                                                                                              | 46° 53′ 36″ N, 11° 23′ 29″ O | 18. Mai 1987 (BLR-LAB 2618)  | Ländliches Wohnhaus/Bauernhof                                                                                              | KG: Telfes Bauparzelle: 31/1, 31/2                             |
| BW   | Datei hochladen | Sprenger ID: 16648 | 46° 52′ 36″ N, 11° 21′ 37″ O | 18. Mai 1987 (BLR-LAB 2618)  | Ländliches Wohnhaus/Bauernhof                                                                                              | KG: Ratschings Bauparzelle: 88                                 |
| ja   | Datei hochladen | St. Anton in Außertal ID: 16626                                                                                         | 46° 52′ 5″ N, 11° 24′ 14″ O  | 9. Juli 2007 (BLR-LAB 2325)  | Kirche | KG: Jaufental Bauparzelle: 105                                 |
| ja   | Datei hochladen | St. Anton in Kalch ID: 16645                                                                                            | 46° 52′ 4″ N, 11° 21′ 51″ O  | 18. Mai 1987 (BLR-LAB 2618)  | Kapelle | KG: Ratschings Bauparzelle: 71                                 |
| ja   | Datei hochladen | St. Josef in Gasteig ID: 16623                                                                                          | 46° 52′ 49″ N, 11° 24′ 18″ O | 9. Juli 2007 (BLR-LAB 2325)  | Kirche | KG: Jaufental Bauparzelle: 1                                   |
| BW   | Datei hochladen | St. Lorenz in Maiern ID: 16659                                                                                          | 46° 55′ 15″ N, 11° 17′ 14″ O | 14. Nov. 2005 (BLR-LAB 4268) | Kirche | KG: Ridnaun Bauparzelle: 47                                    |
| ja   | Datei hochladen | St. Magdalena ID: 16668                                                                                                 | 46° 54′ 31″ N, 11° 19′ 1″ O  | 14. Nov. 2005 (BLR-LAB 4267) | Kirche | KG: Ridnaun Bauparzelle: 124                                   |
| BW   | Datei hochladen | Stern ID: 18077 | 46° 52′ 52″ N, 11° 23′ 10″ O | 6. Juli 1951 (MD)            | Ländliches Wohnhaus/Bauernhof                                                                                              | KG: Ratschings Bauparzelle: 29                                 |
| BW   | Datei hochladen | Stricknerkapelle ID: 16638                                                                                              | 46° 54′ 18″ N, 11° 18′ 33″ O | 18. Mai 1987 (BLR-LAB 2618)  | Kapelle | KG: Mareit Grundparzelle: 457                                  |
| BW   | Datei hochladen | Wildner ID: 16677 | 46° 53′ 37″ N, 11° 22′ 59″ O | 7. Juli 1951 (MD)            | Ländliches Wohnhaus/Bauernhof                                                                                              | KG: Telfes Bauparzelle: 45                                     |
| ja   | Datei hochladen | Wolfsthurn mit Park ID: 16629                                                                                           | 46° 53′ 35″ N, 11° 20′ 57″ O | 18. Mai 1987 (BLR-LAB 2618)  | barockes Schloss, Sitz des Südtiroler Landesmuseums für Jagd und Fischerei                                                 | KG: Mareit Bauparzelle: 12/1, 12/3, 179, 206, 225, 226, 227    |

Falls bei einem Baudenkmal keine Koordinaten bekannt sind, werden ersatzweise die Katasterdaten zum Zeitpunkt der Unterschutzstellung angegeben. Diese sind weder offiziell noch zwingend aktuell.
Die vom Landesdenkmalamt übernommenen Adressen können veraltet sein.
| Foto:   | Fotografie des Denkmals. Klicken des Fotos erzeugt eine vergrößerte Ansicht. Daneben finden sich zwei Symbole: |
| ID      | Identifikator beim Südtiroler Landesdenkmalamt                                                                 |
| KG      | Katastralgemeinde                                                                                              |
| MD      | Ministerialdekret                                                                                              |
| BLR-LAB | Beschluss der Landesregierung – Landesausschussbeschluss                                                       |